# Either/Orchestra
Either/Orchestra, souvent abrégé en E/O, est un groupe de jazz originaire de la région de Boston aux États-Unis, qui s'est formé autour de Russ Gershon en 1985. Groupe ouvert à différentes formes de jazz, E/O collabore notamment ces dernières années avec des artistes de l'éthio-jazz tels que Mulatu Astatke ou Mahmoud Ahmed.

## Historique
Either/Orchestra a été formé par Russ Gershon, un musicien issu de la scène rock, qui place ce groupe sous l'influence première des grands noms du jazz tels que Duke Ellington, Gil Evans, Charles Mingus et Sun Ra tout en gardant des références au monde du pop rock. Le groupe donne son premier concert à la bibliothèque publique de Cambridge dans le Massachusetts le 17 décembre 1985 et commence à se produire dans la région de Boston. De 1988 à 1990, John Medeski, futur fondateur du groupe Medeski Martin and Wood, se joint à E/O dont il déclare avoir pris modèle pour la suite de sa carrière. Either/Orchestra élargi alors ses apparitions à l'ensemble du pays, puis au Canada, avant de se produire depuis quelques années en Europe et en Éthiopie après leur rencontre avec l'éthio-jazz qui marque une influence importante de leur style actuel.
En 2000, Francis Falceto fondateur du label parisien Buda Musique prend contact avec l'Either/Orchestra pour réaliser des collaborations musicales avec des musiciens et chanteurs éthiopien. E/O sera invité au festival de jazz d'Addis-Abeba en 2004 et se produit dès lors fréquemment avec Mulatu Astatke, Mahmoud Ahmed, Minale Dagnew, ou Hana Shenkute. Le concert d'Addis fera partie de la célèbre collection Éthiopiques.

## Anciens membres
Depuis plus de 25 ans d'existence le groupe a vu passer en son sein plus de 50 musiciens avec seulement Russ Gershon et le trompettiste Tom Halter présents dès le début. Parmi les anciens membres de E/O se trouvent  dans leur première époque Jerome Deupree, Michael Rivard, Dave Ballou, Josh Roseman, Russell Jewell, Robb Rawlings, Steve Norton, Kenny Freundlich et John Dirac. Puis vint la période regroupant John Medeski, Matt Wilson, Charlie Kohlhase, Curtis Hasselbring, Andrew d'Angelo, Douglas Yates, John Carlson, Dan Fox et Bob Nieske. Parmi les derniers membres on peut citer Miguel Zenon, Jaleel Shaw, Dan Kaufman, Greg Burk, Colin Fisher, Rick McLaughlin, Harvey Wirht, et Vicente Lebron.
Either/Orchestra a également collaboré avec les chanteurs Mark Sandman et Judy Kuhn ainsi que le saxophoniste John Tchicai.

## Discographie
- Dial "E" for Either/Orchestra (Accurate Records, 1987)
- Radium (Accurate Records, 1988)
- The Half-Life of Desire (Accurate Records, 1990)
- The Calculus of Pleasure (Accurate Records, 1992)
- The Brunt (Accurate Records, 1994)
- Across the Omniverse (Accurate Records, 1996)
- More Beautiful than Death (Accurate Records, 2000)
- Afro-Cubism (Accurate Records, 2002)
- Neo-Modernism (Accurate Records, 2004)
- Live in Addis (Buda Musique, 2005)
- Ethiogroove: Mahmoud Ahmed & Either/Orchestra (EthioSonic DVD, 2007)

## Sources
- (en) Cet article est partiellement ou en totalité issu de l’article de Wikipédia en anglais intitulé « Either/Orchestra » (voir la liste des auteurs).